# Sant Jaume (Alcúdia)

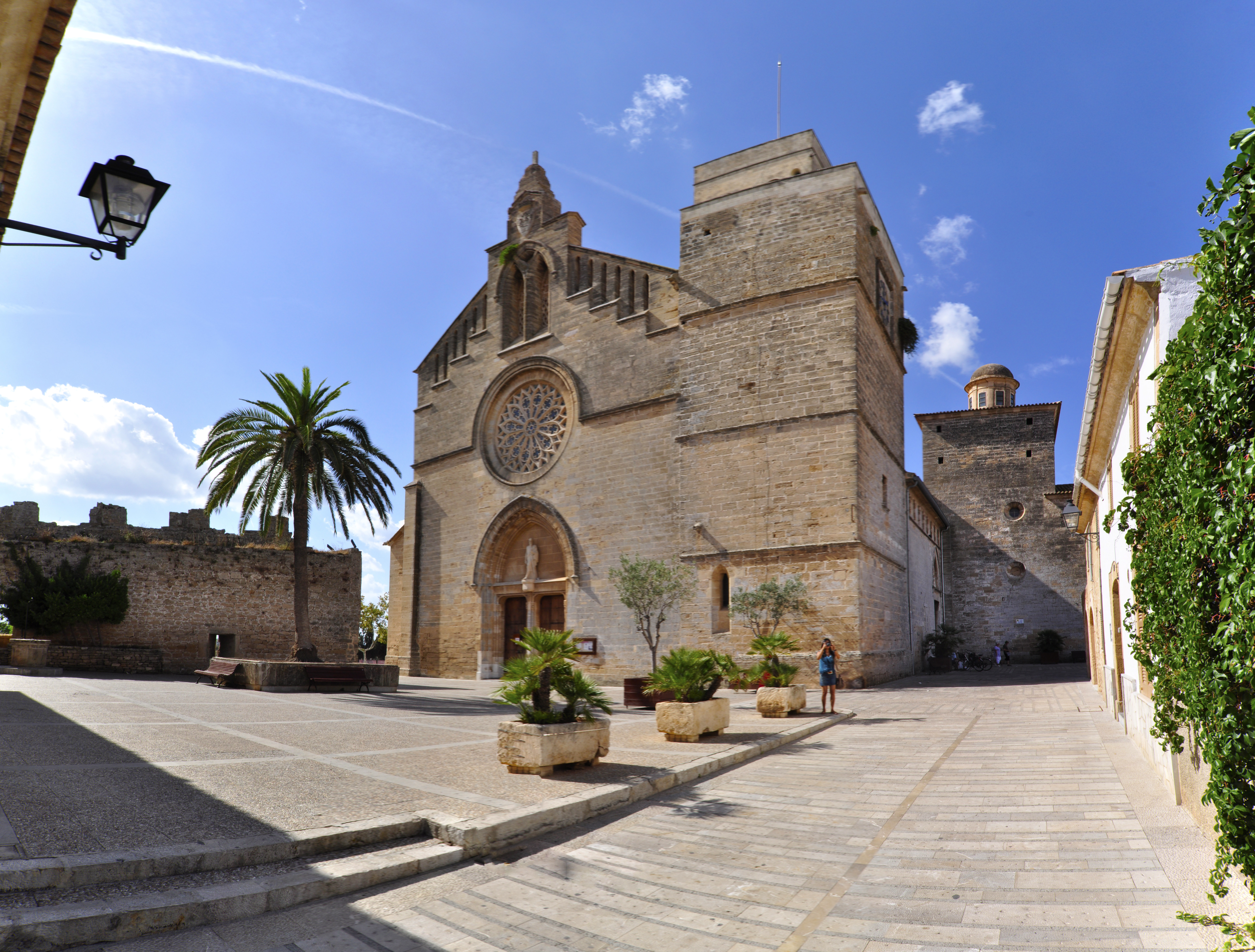
Sant Jaume, Blick von Nordwesten

Sant Jaume ist eine römisch-katholische Kirche in Alcúdia auf der spanischen Mittelmeerinsel Mallorca.

## Lage
Die Kirche befindet sich im Südwesten der Altstadt von Alcúdia und ist Teil ihrer Stadtmauer.

## Architektur und Geschichte

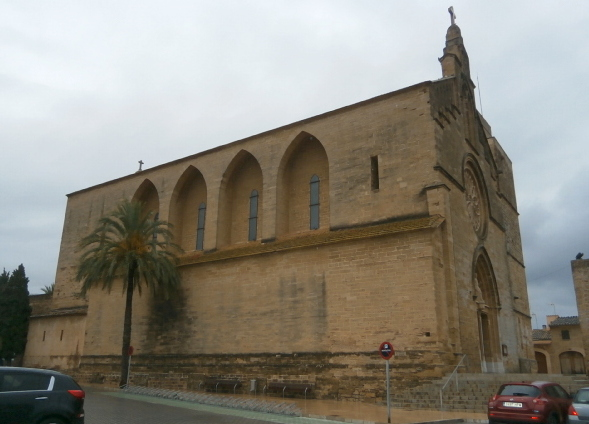
Sant Jaume

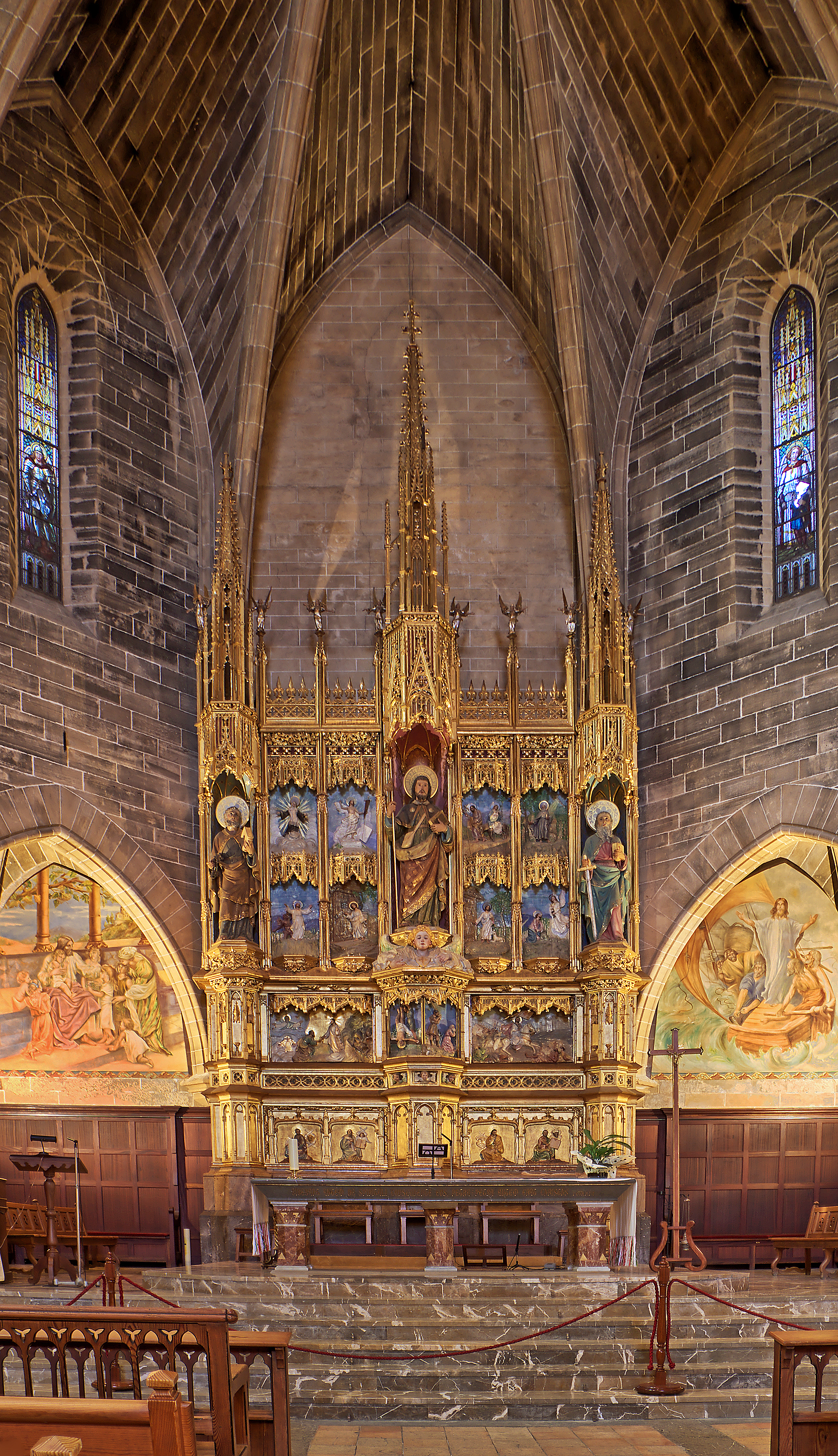
Hochaltar

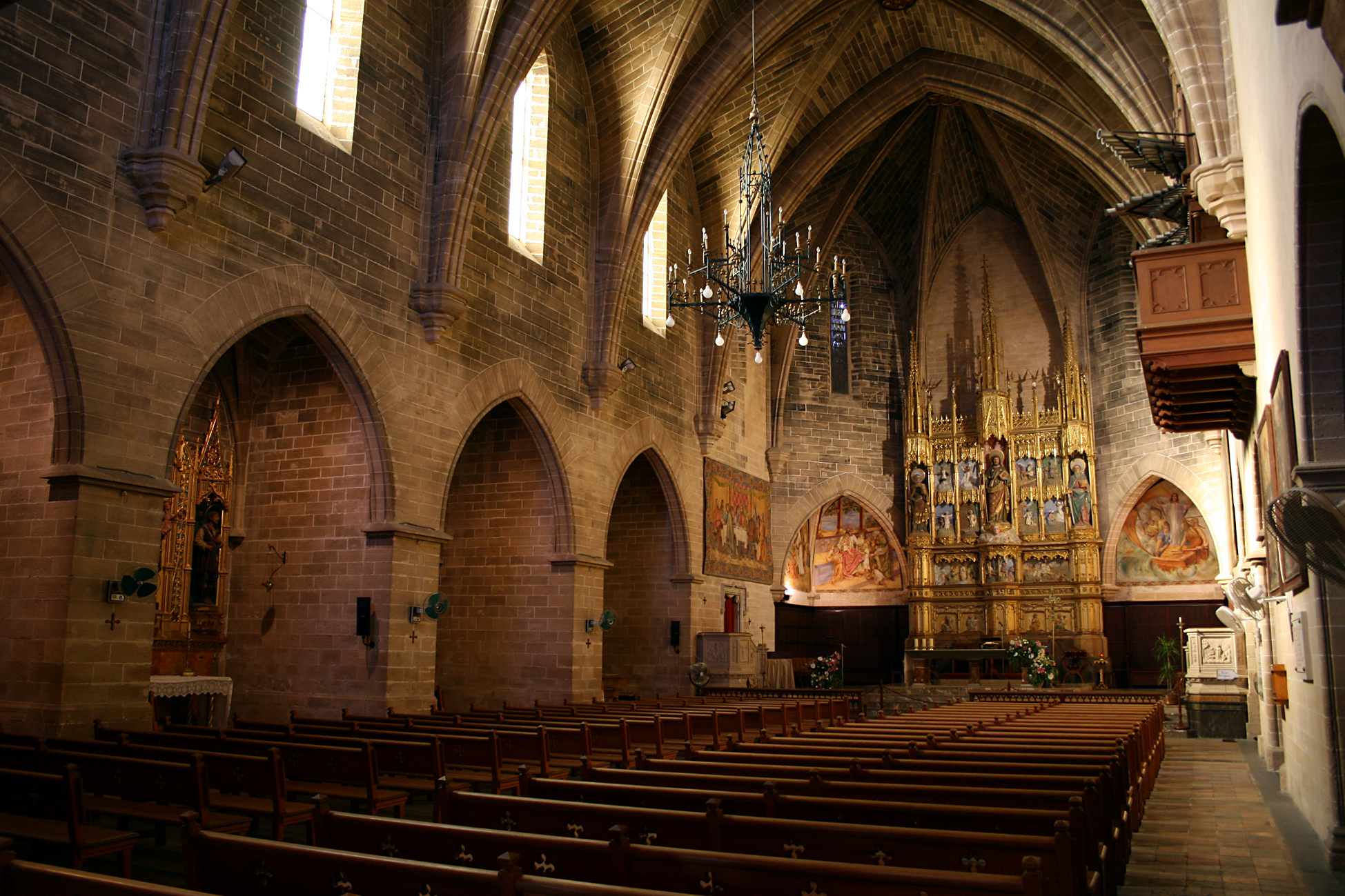
Innenansicht

Das heutige Kirchengebäude entstand in der Zeit von 1882 bis 1893 an der Stelle eines Vorgängerbaus im Stil der Neogotik. Sie ist dem Heiligen Jakobus geweiht. Die vorherige Kirche war zuvor wegen Baufälligkeit eingestürzt, wobei Teile der heutigen Kirche noch auf das 16. Jahrhundert zurückgehen. Ein erster Kirchenbau soll an dieser Stelle bereits um 1248 entstanden sein.
Oberhalb des Hauptportals der Kirche befindet sich eine Figur des Heiligen Jakob. Der Hauptaltar der Kirche ist gotisch und zeigt in Reliefs Szenen aus dem Leben des Heiligen. Es gibt eine aus dem 17. Jahrhundert stammende barocke Seitenkapelle. Die von einer Kuppel überspannte Kapelle ist ein Ziel einheimischer Pilger. In dieser als Sant Christ bezeichneten Kapelle befindet sich das von Gläubigen als wundertätig angesehene Kruzifix Christus von Alcúdia. Es ist mit einer Silberkrone versehen und soll 1507 Blut und Wasser geschwitzt und so eine Dürre beendet haben.